# Allomaieta strigosa
Allomaieta strigosa là một loài thực vật có hoa trong họ Mua. Loài này được (Gleason) Lozano mô tả khoa học đầu tiên năm 1999.